# Kościół św. Rocha w Valletcie
Kościół św. Rocha (malt. Knisja ta' San Rokku, rum. Biserica Sfântul Rocco, ang. Church of St Roque) – barokowy kościół z XVII wieku, znajdujący się w Valletcie na Malcie. Kościół jest oficjalnym kościołem parafialnym Rumuńskiego Kościoła Prawosławnego na Malcie i świadczna jest w nim posługa religijna dla wyznawców prawosławia. Rumuńska parafia prawosławna jest pod wezwaniem Narodzenia św. Jana Chrzciciela. Budynek kościoła jest wciąż oficjalnie własnością rzymskokatolickiej archidiecezji maltańskiej.

## Historia
Kościół został zbudowany jako wypełnienie ślubu złożonego podczas epidemii dżumy w 1593 roku. Po pladze w latach 1675-76 zdecydowano powiększyć kościół, jako następstwo kolejnego ślubu. Prace rozpoczęto w roku 1680 pod nadzorem Lorenzo Gafy. Koszty częściowo pokrył Wielki Mistrz Gregorio Carafa, co zostało upamiętnione inskrypcją nad drzwiami. Kościół został poświęcony przez wikariusza generalnego Ludovico Famucellego 12 sierpnia 1681 roku.

## Wnętrze kościoła
Kościół ma trzy ołtarze, główny i dwa boczne. Obraz tytularny przedstawia Niepokalane Poczęcie ze św. Rochem i św. Aniołem Męczennikiem oraz ofiarami zarazy. Obraz jest pędzla Stefano Erardiego. Innym obrazem tego malarza jest Święty Szczepan, umiejscowiony ponad jednym z bocznych ołtarzy.

Główny ołtarz częściowo wykonany jest z marmuru. Wykonana ze srebra i pozłacana monstrancja jest darem Sodalicji Jezusa i Maryi. Jedną z dwóch srebrnych lamp podarowała ta sama Sodalicja, druga jest darem Wielkiego Mistrza Pinto. Organy pochodzą z XVI wieku; są wciąż w doskonałym stanie.